# Sunniva Gylver
Sunniva Gylver, de nom de soltera Sunniva Diderichsen, (Dinamarca, 7 de gener de 1967) és un sacerdotessa luterana noruega, que exerceix de bisbe de la diòcesi d'Oslo des de 2025. Amb anterioritat al càrrec a l'Església de Noruega, va publicar diversos llibres i va presentar alguns programes de televisió sobre filosofia.

## Trajectòria
Nascuda a Dinamarca de pares danesos-noruecs, es va criar a Oslo. Va cursar un grau mitjà de sociologia i entre 1987 i 1995 es va formar com a teòloga a l'Escola Noruega de Teologia, Religió i Societat.

### Sacerdotessa
Gylver va començar la seva carrera professional com a pastora juvenil a Røa i Voksen (1996–1997) i després va ser pastora estudiantil a la Universitat d'Oslo (1997–2003). A continuació, va ser contractada com a capellana a la congregació de Grønland de la diòcesi d'Oslo. El 2006 es va convertir en la primera dona sacerdot a parlar en una mesquita noruega. El 5 de desembre de 2024, el Consell Nacional de l'Església la va escollir com a nova bisbe de la diòcesi d'Oslo per 13 vots a favor i 4 en contra, quan exercia de rectora de l'església de Fagerborg. Gylver va ser consagrada el 23 de febrer de 2025 amb la presència del rei Harald V. La seva heterodòxia litúrgica i canònica fa que les seves misses es converteixin en sessions de pràctica de ioga i defensi públicament la no obstaculització a la interrupció voluntària de l'embaràs.

### Presentadora, editora i escriptora
El 1996 va presentar el programa de filosofia Nåde den som tros a TV 2 Direkte. Se li va donar l'encàrrec d'acollida del programa a partir de l'entrevista a la primera temporada. Va causar una impressió tan forta a la copresentadora Espen Sletner que li va oferir una feina quan l'amfitrió Per Anders Nordengen va rebre altres tasques. Va presentar dues sèries d'estil de vida més, una a TV 2 Direkte i una a NRK. Des de 2013 és investigadora de l'MF University College i ha treballat com a professora sènior al mateix institut. Entre 2005 i 2014 va ser editor de la revista Luthersk Kirketidende i ha estat columnista a Aftenposten, Vårt Land i al setmanari Familien.

### Família
El 1984, quan tenia 16 anys, va perdre la seva germana petita Gunvor per anorèxia. El 2017 va estar a punt de morir després que un cotxe l'atropellés mentre anava en bicicleta. El 1988 es va casar amb l'artista (guixer) Lars Kristian Gylver, nascut el 1966 i mort de càncer el 2021. Van tenir tres fills, entre ells l'activista ecologista Gina Gylver.

## Obres
- 2000: Åpen himmel
- 2006: De store ordene – coautora
- 2007: Kunsten å bruke følelser – coautora
- 2009: Søndager med Sunniva
- 2019: Tro på tvers – coautora
- 2022: Midt i alt som er, Kagge forlag[13]
- 2024: Himmel på jord. Tanker for julen, Kagge forlag – il·lustrat per Anne Kristin Hagesæther[14]

## Televisió
Gylver ha presentat diversos programes de televisió:
- 1996: Nåde den som tror (sèrie de filosofia de vida), TV 2 Direkte
- 1997: Deilig er jorden (sèrie de filosofia de vida), TV 2 Direkte
- 1999: Kassa blanka (sèrie de filosofia de vida), NRK